# Orcaenas juterna
Orcaenas juterna är en insektsart som beskrevs av Ronald Gordon Fennah 1969. Orcaenas juterna ingår i släktet Orcaenas och familjen sporrstritar. Inga underarter finns listade i Catalogue of Life.